# Hima Idzinga
Hima Idzinga (auch Hyma geschrieben, * um 1402; † 1439 in Norden) war eine ostfriesische Häuptlingstochter und Herrschaftserbin des Norderlandes. Mit ihr starb das Geschlecht der Idzinga aus.

## Leben
Hima war die Tochter von Evenard Idzinga und seiner Frau Sibbe Allena, der Tochter des Häuptlings zu Osterhusen, Folkmar Allena. Ihr Vater fiel 1414 in Farmsum bei einem Gefecht mit den Groningern. Da er keine männlichen Erben hinterließ, starb das Geschlecht der Idzinga mit ihm aus und Hima wurde Erbin der Macht im Norderland. Als Wappenfigur führte sie einen sechsstrahligen Stern. Dieses Wappen muss ihr Vater angenommen haben. Heute ist es Teil des Norder Stadtwappens.
1421 heiratete sie Udo Fockena, den ältesten Sohn Focko Ukenas, der sich durch die mit der Heirat verbundene Häuptlingsposition seines Sohnes die Macht in Norden sicherte. Ihr Mann nannte sich fortan Udo van Norden. Das Paar lebte ab 1422 auf der Idzingaburg in Norden, und nach der Schlacht auf den Wilden Äckern ab 1427 in der von den tom Brok übernommenen Auricher Burg. Die Ehe blieb kinderlos. Udo fiel während des Machtkampfes seines Vaters Focko Ukena mit der Partei der Häuptlingsfamilie Cirksena um Vorherrschaft in Ostfriesland 1433 in der Schlacht bei Bargebur. Hima zog danach wieder auf die Burg nach Norden. 1434 wurde in einem Vertrag zwischen dem Bund der Freiheit unter Führung der Cirksena und Hima festgelegt, dass das Steinhaus bzw. Bollwerk der Vorburg abgerissen werden sollte. Hima wohnte danach in einem Krüsselwarck außerhalb des Burgareals. 1439 starb sie kinderlos im Kloster Marienthal. Sie wurde neben ihrem Mann im Chor der Klosterkirche von Norden bestattet. Damit endete die Geschichte der Familie Idzinga.